# När katten är borta
När katten är borta (engelska: When The Cat's Away) är en amerikansk animerad kortfilm med Musse Pigg från 1929.

## Handling
När Svarte Petter lämnar huset berusad planerar Musse Pigg och hans vänner hur de ska bryta sig in i Petters hus. När de väl brutit sig in i huset börjar Musse och Mimmi Pigg dansa på pianotangenterna och spela på några av Petters andra instrument.

## Om filmen
Filmen är den 6:e Musse Pigg-kortfilmen som producerades och den tredje som lanserades år 1929.
I filmen medverkar Svarte Petter som dock under denna tid hette "Tom Cat".
Filmen är en delvis remake av Disneys tidigare film Alice Rattled by Rats från 1925 som ingick i serien Alice Comedies.
Detta var sista gången som Musse Pigg var lika stor som en mus, trots att han var porträtterad som kortväxt i filmen The Barnyard Battle som kom ut ungefär en månad efter denna film.
Filmen hade svensk premiär den 8 augusti 1931 på biografen Arcadia i Stockholm.

## Rollista
- Walt Disney – Musse Pigg[5]